# Perfect Dark (файлообменный клиент)
Perfect Dark — японский пиринговый файлообменный клиент для Microsoft Windows. Автор известен под псевдонимом Kaichō (яп. 会長 кайтё:, председатель). Perfect Dark был разработан как замена файлообменным клиентам Winny и Share.

## Безопасность
В целом структура сети Perfect Dark напоминает новейшие версии Freenet, но только с более интенсивным использованием распределённых хеш-таблиц.
Анонимность сети Perfect Dark базируется на отказе от использования прямых соединений между конечными клиентами, неизвестности ip-адресов и полном шифровании всего, что только можно, конкретнее на системе mixnet (перемешанных сетях), в которых направление движения трафика подчиняется известной вероятности, а распределённое файловое хранилище (unity) не имеет определённой структуры, что осложнит попытки доказать нелегальность производимого файлообмена. Данные хранятся и передаются зашифрованными блоками, отдельно от ключей, использованных для шифрования этих блоков.
Perfect Dark использует алгоритмы RSA (с 1024-битным ключом) и AES (с 128-битным ключом) для шифрования данных, передаваемых между участниками файлообмена. Ключи, использованные для шифрования, кэшируются для повышения эффективности работы.
Выложенные файлы и обсуждения (которые могут автоматически обновляться, если включена соответствующая опция), как правило, подписаны 160-битным ключом ECDSA. Выкладываемые обновления дополнительно защищены 2048-битным ключом RSA.
Автор полагает, что на начальном этапе разработки, недоступность исходных кодов программы предотвратит попытки понижения уровня анонимности в сети Perfect Dark, и появления переработанных версий клиента Perfect Dark для «любителей проехаться за чужой счёт». Однако автор не отрицает возможности появления в будущем версии с открытым исходным кодом, если для этой проблемы будет найдено приемлемое решение.

## Особенности работы
В сравнении со своими предшественниками Winny и Share, требования к пропускной способности интернет-соединения и свободному месту на жёстком диске в Perfect Dark значительно возросли.
- Минимальная скорость аплоада: 100 Кбайт/с;
- Место, занимаемое на диске под распределённое файловое хранилище сети Perfect Dark (каталог unity): как минимум 40 Гб;
- Так же, в отличие от предшественников, Perfect Dark осуществляет постоянную закачку частей файлов, пока его файловое хранилище не достигнет указанного значения.
- Автоматическое обновление при выходе новой авторизированной версии